# Sinfonía n.º 33 (Mozart)

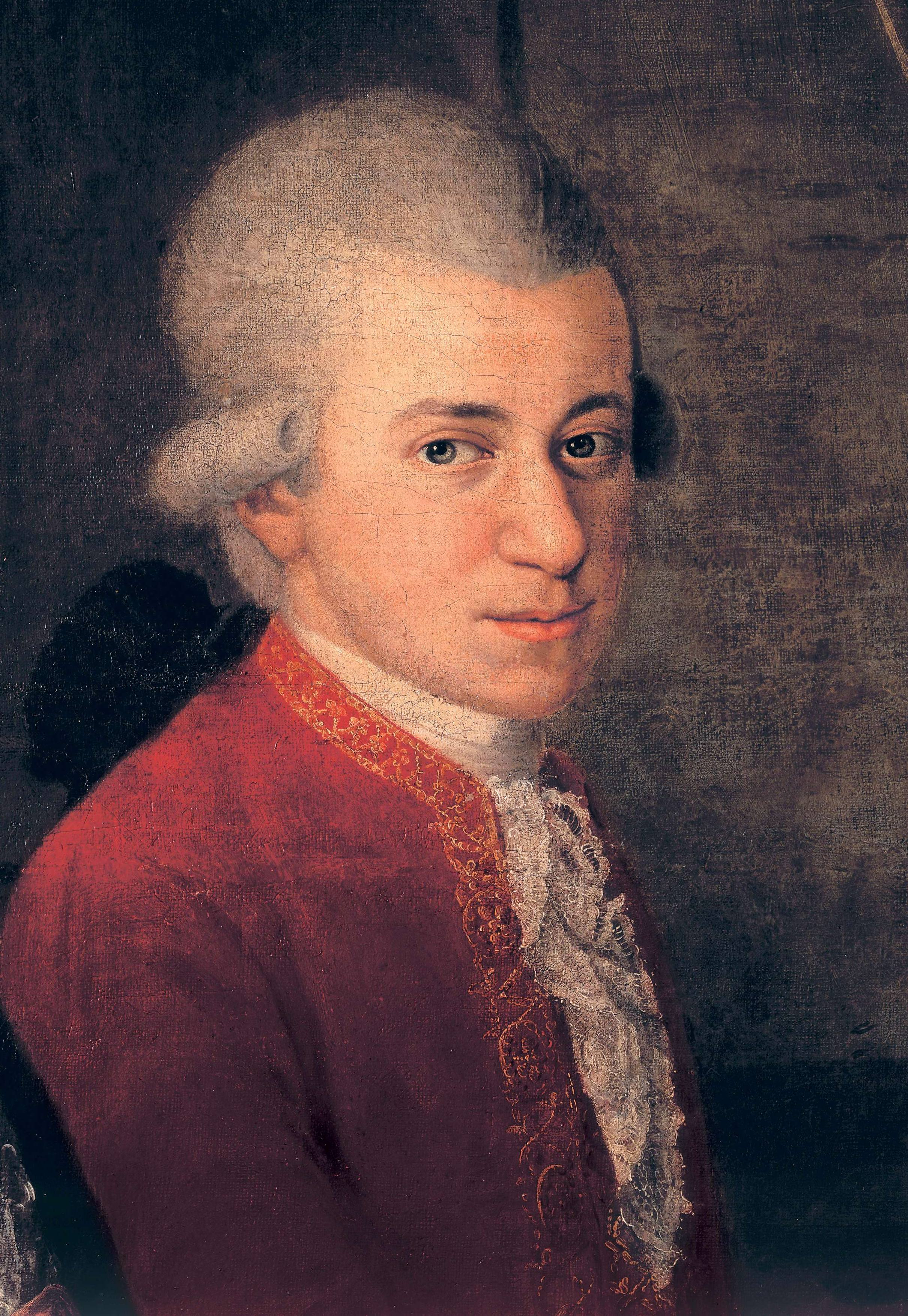
Mozart hacia 1780.

La Sinfonía n.º 33 en si bemol mayor, K. 319 fue compuesta por Wolfgang Amadeus Mozart y fechada el 9 de julio de 1779, cuando el compositor tenía veintitrés años.

## Historia

### Contexto

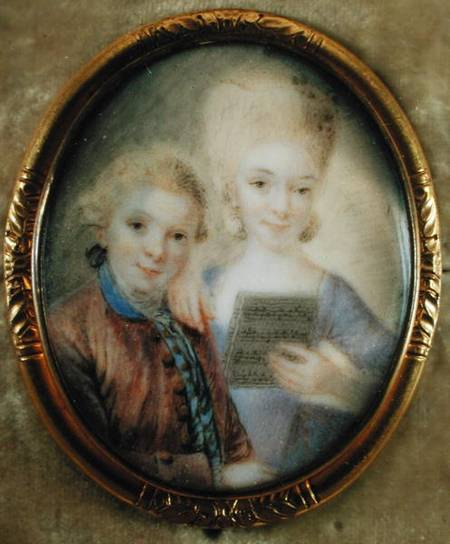
Wolfgang y Nannerl hacia 1763.

La carrera de Mozart como sinfonista había empezado en Londres durante el gran viaje de la familia Mozart por Europa entre junio de 1763 y noviembre de 1766. El padre Leopold Mozart planeó la gira para exhibir a sus prodigiosos hijos, Wolfgang y Nannerl en las principales cortes europeas. En ese tiempo Wolfgang compuso sus primeras obras del género, que tenían una deuda sustancial con las sinfonías de estilo galante italianizante en tres movimientos de Carl Friedrich Abel y Johann Christian Bach; también escuchó las sinfonías de compositores relevantes como Thomas Arne, William Boyce y Giuseppe Sammartini. Posteriormente Leopold y sus hijos pasaron en Viena varios meses de 1768 durante los cuales el joven maestro hizo un esfuerzo consciente por adaptar su estilo sinfónico a los gustos del público vienés, adoptando entre otras cosas la estructura en cuatro movimientos. Una afortunada consecuencia de los largos viajes del compositor en ciernes fue el contacto que le proporcionaron con una generosa muestra representativa de las tradiciones musicales europeas: alemana, británica, francesa e italiana.
El joven compositor y su padre realizaron tres viajes a Italia entre diciembre de 1769 y en mayo de 1773. En este periodo alternó sus visitas con estancias en Salzburgo durante las cuales creó la ópera Mitrídates, rey de Ponto, así como varias sinfonías con apreciable influencia del gusto italiano por la ópera bufa. En 1772 y 1773 el maestro austríaco vivió una etapa de entusiasmo por la escritura sinfónica, produciendo cada año siete nuevas sinfonías (n.º 15 - n.º 27). Después redujo su actividad en este campo y en los dos años siguientes sólo aparecieron tres nuevas piezas del género (n.º 28, 29 y 30).

### Composición
La composición de esta obra se completó el 9 de julio de 1779 en Salzburgo. Posteriormente fue revisada entre 1782 o  1785. Fue la segunda sinfonía que Mozart escribió al volver a su ciudad natal tras el largo y nefasto viaje a Mannheim y a París, durante el cual falleció su madre y su única producción relevante fue la Sinfonía n.º 31 "París". Originalmente la pieza constaba de tres movimientos; el Minueto y el Trío se añadieron para las representaciones en Viena. La partitura autógrafa se conserva en la actualidad en la Biblioteca Jagellónica de Cracovia y se puede consultar online.

### Estreno y publicación
No se sabe con certeza la fecha y el lugar en que tuvo lugar el estreno de la sinfonía.
La primera edición fue llevada a cabo en 1785 por la editorial Artaria en Viena, que publicó la versión en cuatro movimientos como Op. 7, n.º 2, junto con la Sinfonía "Haffner", K. 385. La partitura completa también fue editada en 1880 por Breitkopf & Härtel en Leipzig, que la publicó bajo la denominación Wolfgang Amadeus Mozarts Werke, Serie VIII, No. 33.

## Instrumentación

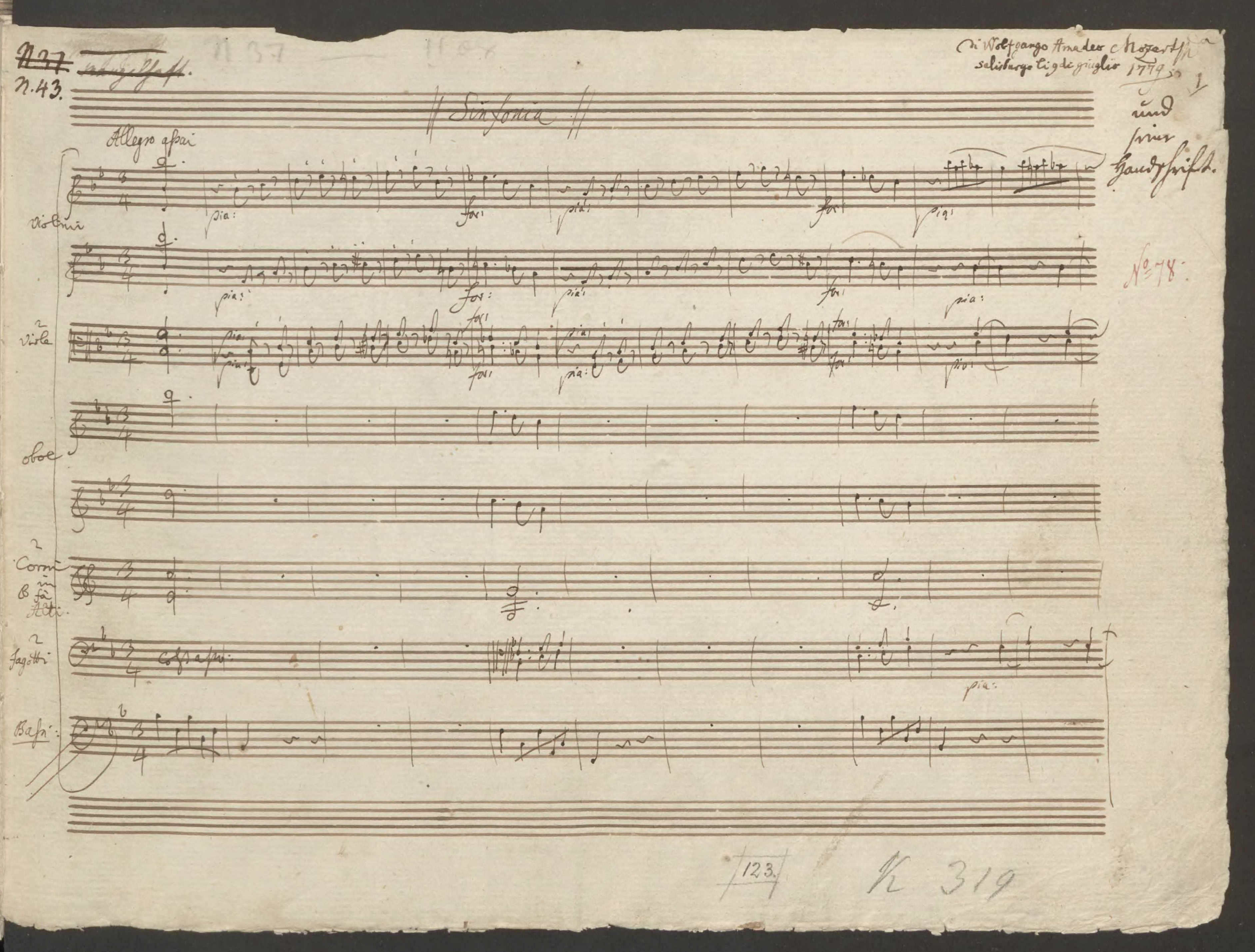
Primera página de la partitura autógrafa.

La partitura está escrita para una orquesta formada por:
- Viento madera: 2 oboes y 2 fagotes.
- Viento metal: 2 trompas en si bemol alto.
- Teclado: [clavecín].
- Cuerda: una sección de cuerdas con 2 violines (primero y segundo), 2 violas, violonchelo y contrabajo.

Cabe destacar la inclusión de dos violas divididas. Es probable que se emplease el clavecín, si estaba presente en la orquesta, para reforzar la línea del bajo.

## Estructura y análisis
La sinfonía consta de cuatro movimientos:
- I. Allegro assai, en si bemol mayor 3
4
- II. Andante moderato, en mi bemol mayor 2
4
- III. Menuetto – Trio, en si bemol mayor 3
4
- IV. Finale. Allegro assai, en si bemol mayor 2
4

La interpretación de esta obra dura aproximadamente entre 20 y 25 minutos. Se estructura en cuatro movimientos tras añadirle el minueto con trío a la estructura tripartita original. Durante toda la obra la escritura es de naturaleza "camerística" en sus particularidades y procedimientos. Esta es sin duda la razón por la que Mozart eligió esta obra cuando Sebastian Winter, antiguo criado de la familia Mozart, le pidió en 1786 una obra adecuada para la pequeña orquesta del príncipe Fürstenberg en Donaueschingen. Cada uno de los tres movimientos originales de la pieza contiene una sección de desarrollo que se inicia con nuevo material que, en cada caso, está relacionado desde el punto de vista temático con el material que se encuentra en el punto equivalente de los otros movimientos. En general, el manejo que Mozart hace de las maderas y de la orquestación es tan avanzado como en sus últimas sinfonías.

### I.Allegro assai
El primer movimiento, Allegro assai, está escrito en la tonalidad de si bemol mayor, en compás de 3/4 y sigue la forma sonata. La apertura se desarrolla en un inusual compás ternario. Su comienzo tranquilo y vacilante, con repentinos arrebatos de forte, sugiere un jugueteo juvenil. De humor extraordinariamente alegre, el movimiento no cuenta con una exposición repetida y la sección de desarrollo es relativamente breve. Un motivo de cuatro notas ascendentes y descendentes, que no forma parte de la exposición, ocupa un lugar destacado en el desarrollo y evoca el Finale de la Sinfonía "Júpiter" de 1788.

### II.Andante moderato
El segundo movimiento, Andante moderato, está en mi bemol mayor y en compás de 2/4. El movimiento lento se cierra con una recapitulación en "imagen especular", en la que el tema secundario aparece primero y se resuelve en la tónica antes de la aparición del tema principal. Este recurso, empleado con frecuencia por los mismos compositores de Mannheim que Mozart había visitado en fechas recientes, no es tanto una innovación como un guiño a movimientos binarios precedentes en los que el tema principal no aparece en absoluto. El retorno postergado del tema principal suena muy parecido a una coda y el efecto de "redondeo" es pura retórica del alto Clasicismo.

### III.Menuetto – Trio
El tercer movimiento, Menuetto – Trio, está en si bemol mayor y el compás es 3/4. En 1782 Mozart realizó una revisión en la que añadió este movimiento. El minueto se caracteriza por una atmósfera general inquietante y sombría. La melodía del trío se parece un poco al segundo tema del Allegro inicial y no contribuye a aligerar el sentimiento.

### IV.Finale.Allegro assai
El cuarto y último movimiento, Finale. Allegro assai, retoma la tonalidad inicial, el compás de 2/4 y la forma sonata. En el Finale la energía alegre contrasta con la oscuridad del minueto anterior. Está repleto de abundante energía e inagotable musicalidad. En numerosos lugares se suceden pasajes que nos remiten a las últimas óperas de Mozart.